# Ramsö (Lemland, Åland)
Ramsö är en ö i Åland (Finland). Den ligger i Skärgårdshavet och i kommunen Lemland i landskapet Åland, i den sydvästra delen av landet. Ön ligger omkring 18 kilometer sydöst om Mariehamn och omkring 260 kilometer väster om Helsingfors.
Öns area är 14,3 hektar och dess största längd är 0,7 kilometer i sydöst-nordvästlig riktning. Ön höjer sig omkring 20 meter över havsytan.